# Teoria austríaca do ciclo económico
A teoria austríaca do ciclo econômico (ABCT) oferece uma perspectiva detida pela Escola Austríaca sobre como os incentivos do setor privado criado pelas manipulações de oferta de dinheiro e crédito realizadas pelo banco central se trata de um conjunto econômico destrutivo seguido de um crescimento à uma crise aprofundada. A teoria austríaca dos ciclos econômicos originou-se no trabalho dos economistas da Escola Austríaca Ludwig von Mises e Friedrich Hayek, um dos únicos que alertavam para a possibilidade de uma grande crise econômica, a qual se concretizou com o Crash da Bolsa de Valores de Nova York em 1929. Hayek ganhou o Prêmio Nobel de Economia em 1974 (compartilhado com Gunnar Myrdal) em parte por seu trabalho nesta teoria.
A ABCT é essencialmente uma teoria de razão expansões econômicas insustentáveis, isto é, expansões macroeconômicas que são inevitavelmente seguidas em algum momento por contrações macroeconômicas. No centro do cenário de crescimento e crise, o fenômeno de mal investimento é predominante.
A dimensão intertemporal da estrutura de produção é incansavelmente enfatizada pelos economistas austríacos. A produção em uma economia moderna é um processo que não segue uma linha reta de construção e entendimento. A estrutura de processos de produção, complicada e de determinada maneira frágil, requer que informações complementares estejam disponíveis não apenas nas magnitudes certas, mas também nos momentos certos no tempo. Se não estiverem, então projetos que antes pareciam lucrativos logo serão revelados como não lucrativos. Em outras palavras, o que parecia ser criação de capital é visto, de fato, como consumo de capital.

## Mecanismo

### Mal Investimento e Crescimento Econômico
De acordo com a ABCT, em um mercado genuinamente livre, falências aleatórias e falhas de negócios sempre ocorrerão nas margens de uma economia, mas não devem "agrupar" a menos que haja um problema generalizado de erro de precificação na economia que desencadeie falhas de negócios simultâneas e em cascata. De acordo com a teoria, um período de "mal investimento" generalizado e sincronizado é causado por preços incorretos das taxas de juros, causando assim um período de empréstimos comerciais generalizados e excessivos por parte dos bancos, e esta expansão do crédito é posteriormente seguida por uma forte contração e um período de crise de venda de ativos em dificuldade (liquidação) que foram adquiridos com dívidas que excediam o valor dos ativos. Acredita-se que a expansão inicial seja causada por bancos de reservas fracionárias, incentivando a tomada de empréstimos exagerados a taxas de juros abaixo do que os bancos de reservas completas exigiriam. Devido à disponibilidade de fundos relativamente baratos, os empreendedores investem em bens de capital para tecnologias mais sinuosas e de "longo processo de produção", como as indústrias de "alta tecnologia". Os mutuários pegam seus fundos recém-adquiridos e compram novos bens de capital, dessa forma, causando um aumento na proporção de gastos agregados alocados a bens de capital "de alta tecnologia" em vez de bens de consumo básicos, como alimentos. No entanto, tal mudança é inevitavelmente insustentável ao longo do tempo devido ao erro de precificação causado pela criação excessiva de crédito pelos bancos e deve reverter-se eventualmente, pois é sempre insustentável. Quanto mais tempo esse deslocamento distorcido continuar, mais violento e perturbador será o processo de reajuste necessário.
Os teóricos da Escola Austríaca argumentam que um boom que ocorre nessas circunstâncias é na verdade um período de mal investimento e desperdício. A poupança "real" exigiria taxa de juros mais altas para encorajar os depositantes a economizar seu dinheiro em depósitos a prazo para investir em projetos de longo prazo sob uma oferta monetária estável. O estímulo artificial causado pelo crédito bancário provoca uma bolha especulativa generalizada de investimento que não se justifica pelos fatores de longo prazo do mercado.

## Diferenças da teoria monetarista
De acordo com o Economista Roger Garrison, para podermos visualizar e identificar uma diferença entre a teoria austríaca da teoria monetarista, deve-se perguntar por que a taxa de juros cai em resposta a um aumento da oferta de dinheiro. Na teoria austríaca, ele cai por causa do efeito de injeção: o dinheiro entra na economia através dos mercados de crédito. Na teoria monetarista, ele cai por causa de um efeito de transbordamento: os detentores de saldos de caixa em excesso aumentam seus gastos com títulos, bem como commodities. As consequências de uma taxa de juros temporariamente mais baixas também são diferentes. Na teoria austríaca, uma estrutura verticalmente desagregada de produção permite espaço para movimentos não triviais de capital como as más-alocações, ou, mal-investimentos. Na teoria monetarista, a adoção de um alto nível de agregação implica em nenhum movimento ou movimentos triviais de recursos dentro do agregado de produção.
Em relação as Implicações da Teoria quantitativa da moeda (que relaciona a variação de preços da economia com a quantidade de moeda disponível) e à inflação dos preços, as diferenças decorrem em grande parte do fato de que Mises e Hayek, influenciados pela teoria de capital e juros de Böhm-Bawerk, focaram na alocação de recursos dentro dos mercados de capitais como orientado por uma taxa bancária de juros que pode se desviar da taxa de juros natural, enquanto Friedman, influenciado pela avaliação crítica de Frank Knight sobre Böhm-Bawerk, concentrou-se no nível real da taxa de juros em oposição a taxa natural de emprego, orientado pelas percepções dos empregadores e dos funcionários sobre o salário real. Don Bellante e Roger Garrison (1988) demonstram a existência de grande grau de compatibilidade e reforço mútuo entre a dinâmica do mercado de capitais dos austríacos e a dinâmica do mercado de trabalho dos monetaristas.

## História
Ludwig von Mises e Friedrich Hayek foram dois dos poucos economistas que alertaram para uma grande crise econômica antes do grande crash de 1929. Em fevereiro de 1929, Hayek alertou que uma crise financeira iminente era uma consequência inevitável da expansão monetária imprudente.
O economista Steve H. Hanke identifica as crises financeiras globais de 2007-2010 como o resultado direto das políticas de taxas de juros do Federal Reserve Bank, conforme previsto pela teoria austríaca dos ciclos econômicos. O analista financeiro Jerry Tempelman também argumentou que o poder preditivo e explicativo da Teoria austríaca do ciclo económico em relação à crise financeira global reafirmou seu status e talvez questione a utilidade das teorias e críticas convencionais.
O economista da Escola Austríaca Roger Garrison explica as origens da teoria:
A teoria austríaca do ciclo econômico tem como fundamento a teoria econômica de Carl Menger em Principles of Economics (Princípios de Economia) e foi construída na visão de um processo de produção com uso de capital desenvolvido por Eugen von Böhm-Bawerk em Capital and Interest (Capital e Juros). 
A teoria austríaca do ciclo econômico permanece suficientemente distinta para justificar a sua identificação nacional. Mas mesmo na sua primeira exposição em Theory of Money and Credit (Teoria do Dinheiro e do Crédito) de Mises e em exposições e extensões subsequentes em Prices and Production (Preços e Produção) de F. A. Hayek, a teoria incorporou elementos importantes da economia sueca e britânica.
Knut Wicksell em Interest and Prices (Interesse e Preços), mostrou como os preços respondem a uma discrepância entre a taxa bancaria e a taxa de juros real, proporcionando o fundamento para a explicação austríaca da má-alocação de capital durante o boom (crescimento econômico).
O processo de mercado que finalmente revela a má-alocação intertemporal (mal investimento) e que transforma o crescimento econômico em uma crise parece-se com um processo análogo descrito pela British Currency School (Escola da Moeda Britânica), no qual as más alocações internacionais induzidas pela expansão do crédito são subsequentemente eliminadas por mudanças nos termos de troca e, portanto, no fluxo de especiarias.— Roger Garrison

## Críticas
De acordo com John Quiggin, a maioria dos economistas acredita que a teoria austríaca dos ciclos econômicos está incorrecta devido à sua incompletude e outros problemas. Economistas como Gottfried von Haberler e Milton Friedman, Gordon Tullock, Bryan Caplan, e Paul Krugman, também criticaram a teoria.

### Objeções teóricas
Alguns economistas argumentam que a teoria austríaca dos ciclos econômicos exige que os banqueiros e os investidores demonstrem uma espécie de irracionalidade, porque a sua teoria exige que os banqueiros sejam regularmente enganados e levados a fazer investimentos não rentáveis através de taxas de juro temporariamente baixas. Em resposta, o historiador Thomas Woods argumenta que poucos banqueiros e investidores estão suficientemente familiarizados com a teoria austríaca dos ciclos econômicos para tomarem consistentemente decisões de investimento sólidas. Os economistas da Escola Austríaca Anthony Carilli e Gregory Dempster argumentam que um banqueiro ou empresa perde quota de mercado se não contrair empréstimos ou emprestar numa magnitude consistente com as taxas de juro atuais, independentemente de as taxas estarem abaixo dos seus níveis naturais. Assim, as empresas são forçadas a operar como se as taxas tivessem sido fixadas de forma adequada, porque a consequência de um desvio de uma única entidade seria uma perda de negócios. O economista da Escola Austríaca, Robert Murphy, argumenta que é difícil para os banqueiros e investidores fazerem escolhas comerciais sólidas porque não podem saber qual seria a taxa de juro se esta fosse definida pelo mercado.
Numa entrevista de 1998, Milton Friedman expressou insatisfação com as implicações políticas da teoria:
 “Penso que a teoria austríaca do ciclo económico causou muitos danos ao mundo. Se voltarmos à década de 1930, o que é um ponto-chave, aqui temos os austríacos sentados em Londres, Hayek e Lionel Robbins, e dizendo que é preciso apenas deixar cair o fundo do mundo. Você apenas tem que deixá-lo curar sozinho. Você não pode fazer nada sobre isso. Você só vai piorar as coisas. Você tem Rothbard dizendo que foi um grande erro não deixar todo o sistema bancário entrar em colapso. Acho que ao encorajar esse tipo de política de não fazer nada, tanto na Grã-Bretanha como nos Estados Unidos, eles causaram danos.” 

### Objeções empíricas
Jeffery Rogers Hummel argumenta que a explicação austríaca do ciclo econômico falha em termos empíricos. Em particular, ele observa que os gastos com investimento permaneceram positivos em todas as recessões onde existem dados, exceto na Grande Depressão. Ele argumenta que isto põe em dúvida a noção de que as recessões são causadas por uma realocação de recursos da produção industrial para o consumo, uma vez que argumenta que a teoria austríaca do ciclo econômico implica que o investimento líquido deve ser inferior a zero durante as recessões.
Em 1969, o economista Milton Friedman, depois de examinar a história dos ciclos econômicos nos EUA, concluiu que o ciclo econômico austríaco era falso. Ele analisou a questão usando dados mais recentes em 1993, e novamente chegou à mesma conclusão. O economista austríaco Jesus Huerta de Soto afirma que Friedman não provou a sua conclusão porque se concentra na contração do PIB sendo tão elevada como a contração anterior, mas que a teoria "estabelece uma correlação entre expansão do crédito, mau investimento microeconômico e recessão, não entre economia expansão e recessão, ambas medidas por um agregado (PIB)" e que o registo empírico mostra uma forte correlação.